# Революція в Галичині (1848)
Революція 1848 року в Галичині — демократична революція в Австрійській імперії, одна з європейських революцій 1848–1849 років. Серед завдань революції було скасування кріпацтва та демократичні реформи.

## Передумови
Початок 1848 року ознаменувався низкою буржуазно-демократичних революцій у Франції, Італії, Німеччині, Австрії. Їх невід'ємною складовою стали визвольні рухи багатьох національно-поневолених народів Східної і Центральної Європи. Звідси пішла назва революції — «Весна народів». Не залишалася осторонь і Австрійська імперія. 13 березня виросли перші вуличні барикади у Відні, а через два дні було проголошено першу австрійську конституцію.

## Скасування панщини
Революційні події надали широкого розмаху національно-визвольному руху в Східній Галичині. Враховуючи настрої народних мас, уряд монархії Габсбургів змушений був остаточно ліквідувати панщину. З цією метою 17 квітня 1848 р. цісар підписав спеціальний патент, за яким скасування панщини на галицьких землях сталося майже на п'ять місяців раніше, ніж в інших частинах імперії. Основою реформи був викуп селянських земель державою, який селяни мали відшкодувати протягом 40 років, починаючи з 1858 р. Поміщиків звільняли від усяких обов'язків щодо своїх колишніх підданих — захищати їх у судах, допомагати у важких випадках тощо.
У результаті реформи в Східній Галичині виникло близько 375 000 вільних селянських господарств. Та при проведенні реформи не було впорядковано права на володіння лісами та випасами. Це згодом викликало нескінченні судові процеси, спричинило руйнування селянських господарств. За поміщиками залишалися деякі феодальні привілеї, зокрема право пропінації, що на довгі роки виступало причиною різних непорозумінь і справедливого незадоволення селянських мас. Викупні платежі, втрата лісів і пасовищ, інші залишки кріпацтва лягли важким тягарем на плечі західноукраїнської бідноти, яка бунтувала, шукала справедливості в цісаря, а нерідко топила горе в горілці. Навесні та влітку 1849 р. масові виступи, під час яких селяни самочинно повертали захоплені поміщиками громадські землі, ліси і пасовища, охопили понад 100 сіл Східної Галичини. Шляхта, зі свого боку, насилала на «непокірних» поліцію і війська, які придушували селянські заворушення. А «справедливість» цісарсько-королівського суду полягала в тому, що з 32 000 позовів щодо лісів і пасовищ селяни програли 30 000 позовів, ще й 15 000 000 ринських за судові витрати.
Незважаючи на недоліки, скасування панщини було визначною подією. Український селянин нарешті ставав господарем на своїй землі, у ньому поступово пробуджувався потяг до громадського та національного життя.

## Головна Руська Рада
Під впливом революційних подій у Західній Європі львівські українці 19 квітня 1848 р. від імені всіх українців Галичини подали на ім'я цісаря петицію з низкою демократичних вимог. У ній зокрема, зазначалось, що українці становлять частину великого слов'янського народу, що вони автохтони в Галичині й мали колись державну самостійність, цінують свою націю і хочуть її зберегти. У петиції містилися наступні прохання:
- введення української мови у народних і вищих школах;
- видання державних законів українською мовою, яку урядовці повинні обов'язково знати;
- зрівняти в правах духівництво всіх обрядів і надати українцям доступ до всіх державних установ.

У результаті дальшого розвитку революції в Галичині виникли національно-політичні організації. 2 травня 1848 року представники демократичних кіл українства, зокрема світської інтелігенції та греко-католицького духівництва на чолі з перемишльським єпископом Григорієм Яхимовичем, утворили у Львові Головну Руську Раду, що стала першою українською організацією. Як постійно діючий орган, вона мала представляти українське населення Східної Галичини перед центральним урядом.
Її друкованим органом стала «Зоря Галицька» — перша у Львові газета українською мовою. Головна руська рада, виступаючи за проведення демократичних реформ, прагнула забезпечити вільний національний розвиток українського населення краю. У програмній декларації Ради проголошувалося, що галицькі українці належать до великого українського народу, який тоді налічував 15 млн осіб, згадувалося про їхню колишню самостійність та про часи занепаду.
У документі містився заклик до пробудження, адресований українському народові, і забезпечення йому кращої долі в межах австрійської конституції. Звертаючись до героїчної минувшини, Головна Руська Рада відновила герб галицько-волинських князів — золотий лев на блакитному полі — і прийняла синьо-жовтий прапор як національний стяг української нації. За прикладом Головної Руської Ради в містах і селах краю виникло близько 50 місцевих рад, до яких входили представники демократичних верств. Революційний рух поширився на провінцію.
25 червня 1848 року за рішенням Головної руської ради над Львівською ратушею був вивішений синьо-жовтий стяг. Проте провисів він над ратушею недовго: за кілька днів його зняли.
Діяльність Головної Руської Ради зустріла неприхильне ставлення з боку польської Центральної національної ради, яка домагалася, щоб українці виступали разом з поляками.

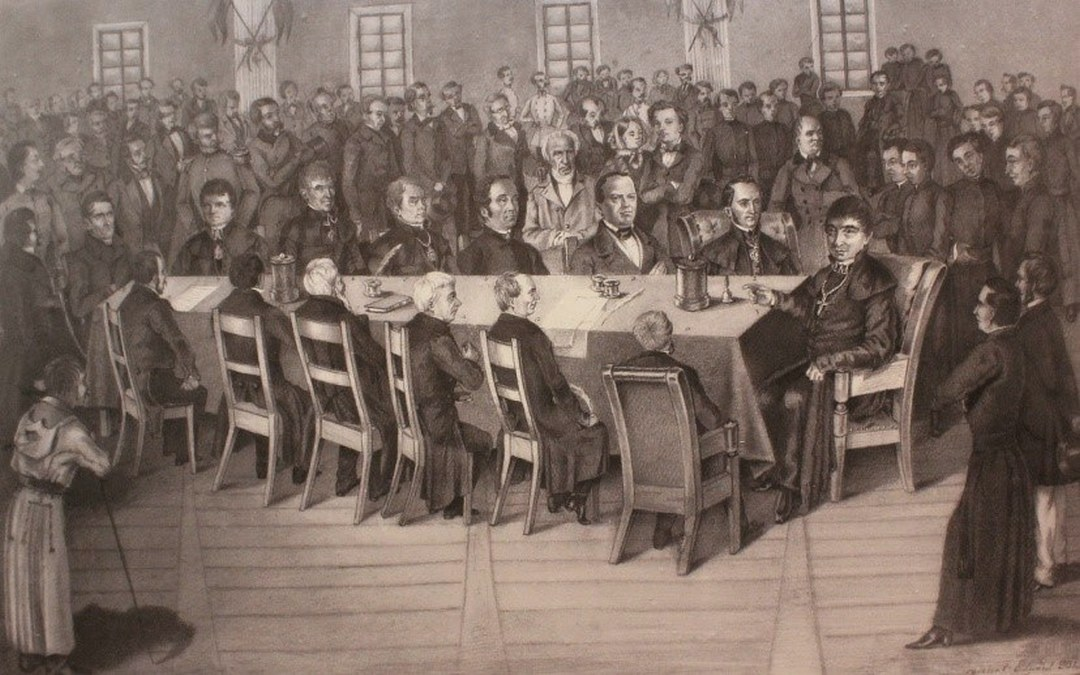
Головна Руська Рада

Вона спиралася на ополячену українську шляхту, яка утворила окремий комітет і подавала супліки на ім'я цісаря, протестуючи проти петиції 19 квітня, не бажаючи ні в чому відокремлюватись від поляків. На противагу Головній Руській Раді 23 квітня 1848 р. було створено «Руський собор», газеті «Зоря Галицька» протиставлено видання «Дневник Руський».
Під натиском революційних подій цісар Фердінанд дав дозвіл утворювати на території імперії так звані національні гвардії, що за урядовим статутом мали бути «обороною конституційного монарха, запорукою конституції й законів». Українці в цей час тільки почали політично організовуватися, а тому змогли створити такі гвардії лише в кількох містах, де було численніше українське населення, а саме у Стрию, Жовкві, Бережанах, Тернополі та Яворові (в інших містах гвардії були польськими). Правда, майже всюди ці гвардії зустріли перепони з боку урядових кіл і не розвинули широкої діяльності.
Трохи пізніше, наприкінці 1848 р., австрійський уряд організував спеціальну селянську оборону на галицькому Підкарпатті, що мала на меті не допустити мадярських повстанців до Галичини і нарахувала в одній тільки Станіславській окрузі майже 18000 осіб.
У 1849 р. було створено добровольчий Руський Батальйон Гірських Стрільців у кількості 1400 осіб, що також призначався для боротьби проти угорської революції. Усі ці формування, завдяки галицькій інтелігенції, мали український характер: народний одяг, українські відзнаки, пісні тощо.
Представники українського населення Галичини взяли участь у Слов'янському конгресі в Празі. Головна Руська Рада послала туди своїх делегатів, які працювали в одній польсько-українській секції. Потім між ними виникли незгоди. Українці домагалися поділу Галичини на дві окремі адміністративні одиниці — Східну, де переважали українці, й Західну, заселену головним чином поляками. Однак наступ урядових військ на Прагу перервав роботу конгресу.
Пізніше, 19 жовтня 1848 року, у Львові зібрався Собор руських учених — перший з'їзд діячів української науки і культури, у якому взяло участь 118 осіб. Учасники з'їзду працювали в 9 секціях. З-поміж промовців особливо виділявся М. Устиянович. З'їзд схвалив єдину граматику української мови. Було також підтримано вимогу поділу Галичини на дві частини: польську та українську.
Ще влітку 1848 р. Головна Руська Рада проголосила заснування культурно-освітньої організації під назвою «Галицько-руська матиця». Вона мала видавати підручники для шкіл і взагалі бути вогнищем письменства й просвіти рідною мовою. Свою діяльність «Галицько-руська матиця» розпочала аж у 1850 р.
Наприкінці 1848 р., відповідно до цісарського декрету, у Львівському університеті відкрито кафедру української мови і літератури, її професором було призначено Я.Головацького, який почав викладацьку роботу в січні 1849 р. Незабаром він видав граматику української мови.
10 липня 1848 р. почав роботу перший австрійський парламент. З 383 послів Галичину представляли 96, у тому числі 39 від українців (27 селян, 9 священиків, 3 світські особи). Українські посли в парламенті поставили вимогу про поділ Галичини, підкріплену 15 000 підписів. Українські посли-селяни вимагали якнайменших викупних платежів за землю.

## Революційна боротьба
Львівське повстання 1848-го року відбулося на тлі європейських подій, коли в 50 країнах прокотилася хвиля протестів проти феодальної форми правління та створення незалежних національних держав. Коли почалися ці революційні події, поляки створили у Львові Центральну Раду Народову, яка прагнула виражати інтереси всього населення краю. Але українських інтересів там не було. Поляки хотіли використати українців як союзників проти австрійської адміністрації, щоб створити в Галичині польську автономію, а в майбутньому – польську державу. Саме представники Ради Народової восени й загітували польські низи та студентів радикально виступати проти представників монарших інтересів. 
Яскрава сторінка революційної боротьби галицького робітництва — його участь у польському листопадовому збройному повстанні 1848 р. у Львові, яке назрівало протягом тривалого часу. Наприкінці жовтня атмосфера в місті стала надзвичайно напруженою. Не минало й дня без сутичок між урядовими військами і польською національною гвардією. Сигналом до повстання стали події 1 листопада, коли війська застосували зброю проти натовпу. На багатьох вулицях виросли барикади. Весь центр міста опинився в руках повсталих робітників та ремісників. До них приєднався студентський легіон та частина національної гвардії.
Вранці 2 листопада між повсталими й урядовими військами відбувалися збройні сутички. Та сили були нерівні. Львівське збройне повстання зазнало поразки.
Ось як описував ситуацію в місті 2-3 листопада очевидець: (фрагменти цієї статті за 46 томом (книга 1) зібрання творів Івана Франка (С. 528-537))                                   Дня 1 падолиста о 6 год. ввечері два артилеристи порубали на площі тоді Фердінанда, а тепер Маріяцькій гвардисту народового кравця Навроцького так сильно, що той іще тої самої ночі вмер. Постала сильна тривога між людністю на вість, що вояки мордують гвардистів. По вулицях заторохтіли барабани, взиваючи гвардію до зброї. Се дало привід ген. Гаммерштайнові до припущення, що давно ожидане повстання вибухло. Від касарні артилерії залунали три гарматні вистріли, алярмуючи рівночасно військо й людність. Купи народу спішать до ринку, військо обступає середмістя, гренадери виходять із головного одваху в ратуші.
По площах заточують гармати, намірені на устя головних вулиць. Кілька їх уставлено перед каменицею генеральної команди біля рогу бернардинської дзвіниці, інші – на площі, перед готелем Жоржа, гирлами звернені в вулицю Театральну, при якій стояли: університет, де тепер руський Народний Дім, зал редутовий старого театру, де тепер площа Castrum, у якій відбувалися засідання Rady Narodowej і т. ін. Зайнята військом воєнна позиція мусила довести до вибуху, не вважаючи на всі мирові зусилля ген. Вибрановського та представників міщанства. Якийсь ремісницький хлопець, ідучи з дрючком на плечах поперед одвахом, спровокував військову сторожу і стався причиною перших вистрілів із ручного оружжя. Перші вистріли впали від вояків і були гаслом, по якім народ кинувся будувати барикади. Протягом ночі їх збудовано кілька. Одна замикала доступ до ринку від вул. Галицької, друга перетинала вул. Театральну коло костьолу єзуїтів, третя була в вул. Домініканській, інші в вул. Краківській, Ормянській, Собеського і ін. Барикади, крім одної при костьолі єзуїтів, були нужденні та крухі.
Цілу ніч тяглися переговори між Гаммерштайном і Вибрановським. Гаммерштайн не хотів відкликати війська з зайнятих становищ. Вибрановський доказував, що становище війська супроти розбурхання люду грозить найбільшою небезпекою. Нарешті стануло на тім, що барикади мала людність розібрати, а військо, не покидаючи своїх становищ, мало отворити люки і пропустити гвардію, аби розійшлася з ринку. Що такий відворот не міг відбутися без випадку, се було більше ніж правдоподібне. Чи гвардисти відгрожувалися війську, чи вояки перші зневажили гвардистів, досить, що в різних місцях прийшло до галасів, поки нарешті під час одної такої авантури хтось не вистрілив до вояків. На той вистріл військо відповіло цілою сальвою. Тоді народ і гвардія кинулися знов будувати барикади. Ще хвилю здужали репрезентанти міщанства відтягти вибух, аж коли коло год. 10 рано з вікон домініканського монастиря впали два вистріли на артилерію, військо сипнуло на місто градом куль, а уставлена на Високім Замку батарея почала валити ракетами та гранатами в ратуш, театр і університет. Аж о год. 12 Гаммерштайн на просьбу самого губернатора велів заперестати бомбардування і подиктував місту відому капітуляцію, якої головні точки були: очищення гвардії з підозрених елементів, зложення оружжя, взятого з арсеналу в марті, і видалення всіх емігрантів.
Львівська ратуша після пожежі
Бомбардування було страшним нещастям для Львова. Згоріли ратуш разом із судовою реґістратурою та частю бухгалтерії, далі театр із редутовим залом, будинок головної школи, техніка з музеями та збірками науковими, університет зі збіркою моделів, кабінетами зоологічним, анатомічним, ботанічним та бібліотекою з 40 000 томів книжок і рукописів, між якими була збірка старих документів із монастиря Тинця та цінна бібліотека Гареллі, а надто 15 приватних домів. Страту оцінено на мільйон ринських. Страту в людях обчислила секція санітарна Львівського магістрату на 55 осіб убитих або таких, що померли від ран, і 75 ранених. Військо числило З вбитих і 13 ранених, утім числі також один офіцер німецького полку (Deutschmeister). Цікава річ, що Відень і Галичина помінялися своїми дітьми при кривавім ділі нищення свободи: у Відні визначився галицький полк Парма, зложений майже з самих русинів, а у Львові полк Дойчмайстер, зложений майже з самих віденських німців".
Іншими були причини революційних заворушень на Північній Буковині. Селяни намагалися силою повернути те, що відібрали у них поміщики. Депутат австрійського райхсрату Лук'ян Кобилиця, виступаючи 16 листопада 1848 р. у Вижниці на зборах 2600 селян, закликав присутніх не коритися поміщикам, обирати на свій розсуд сільських старост, захоплювати ліси і пасовища. Заклик народного ватажка став приводом до повстання, що охопило гірські села Вижницької і Сторожинецької округ. Повстанці створили збройні загони, які контролювали гірські дороги.
Ідеї «Весни народів» знайшли активний відгук серед населення Закарпаття. Влітку і восени 1848 р. тут значно посилилися заворушення трудового селянства. У багатьох місцевостях, особливо в гірських районах, селяни фактично вийшли з-під контролю угорських поміщиків та місцевих органів влади, не виконували панщини, захоплювали панське майно.
Однак сили контрреволюції на західноукраїнських землях, як і в усій імперії Габсбургів, усе більше зміцнювали позиції і поступово перейшли в контрнаступ. Остаточно реакція запанувала після того, як австрійський уряд за допомогою російських військ приборкав революцію в Угорщині. Австрійську конституцію було відмінено. Уряд повернувся до давньої системи централізаторсько-бюрократичного управління. Влітку 1851 р. було розпущено Головну Руську Раду і Галичина заснула на ціле десятиріччя.

## Наслідки

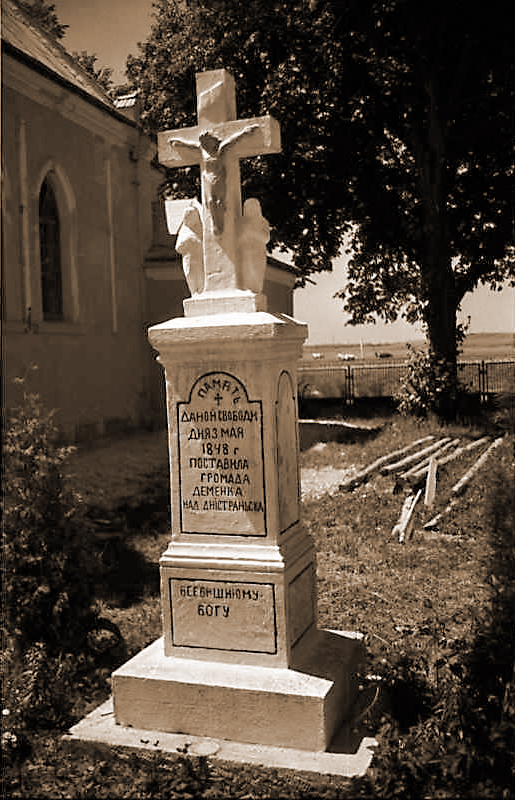
"Хрест Свободи" на честь скасування панщини в Галичині 1848 року

Незважаючи на поразку, революція 1848–1849 рр. мала важливі позитивні результати для населення західноукраїнських земель. Вона ліквідувала серйозні перешкоди на шляху розвитку краю. Одним із здобутків революції стала активізація національно-визвольної боротьби народних мас, піднесення рівня їхньої національної свідомості.